# بلومفیلد (مونتانا)
بلومفیلد (به انگلیسی: Bloomfield) یک منطقهٔ مسکونی در ایالات متحده آمریکا است که در مونتانا واقع شده‌است. بلومفیلد ۱۵۰ نفر جمعیت دارد و ۷۹۷٫۰۶ متر بالاتر از سطح دریا واقع شده‌است.